# Baby Bens
Baby Bens (* 1998 oder 1999; Eigenschreibweise Baby B3ns), auch bekannt als Benita Banu, ist eine deutsche Musikerin.

## Leben
Baby Bens wurde 1998 oder 1999 geboren und wuchs in Hannover auf. Sie studierte Schauspiel und Musik in Berlin. Im Jahr 2019 spielte sie in dem Musikvideo zu Ponny von Yung Hurn mit. Mit diesem betreibt sie seit Mitte 2022 außerdem ein Modelabel.
Ihre im Oktober 2022 veröffentlichte Debütsingle Baby Blizzard löste einen viralen Hype auf TikTok und Instagram aus. Auf diesen Plattformen hatte sie zuvor bereits mit Fashion-Inhalten eine größere Reichweite aufbauen können und sich einige Zeit lang fast täglich bei der Arbeit an ihren Songs gezeigt. Musikalisch war sie überdies bereits als DJ für elektronische Musik tätig. Kurze Zeit später folgte eine schnellere Version von Baby Blizzard. Die Single wurde von Replay Okay produziert, der zuvor unter anderem für Domiziana tätig war, und erschien genauso wie Domizianas Veröffentlichungen auf dem Label 0909 Future Club. Für das Online-Magazin Laut.de erinnern das „nostalgische Synth-Kartzen“, die „fette Bassline“ und die hochgepitchte Stimme an Like a G6 von Far East Movement. Das Online-Musikmagazin Diffus stellte die Single als Empfehlung des Tages vor. Auf Grundlage von Baby Blizzard wurde Baby Bens zudem in die Liste der 6 besten deutschen Nachwuchs-Musikerinnen für 2023 der Modezeitschrift Vogue aufgenommen.
Mit der 2023 veröffentlichten Single Schmetterling, die unter anderem mit einem Großflächenplakat in der Warschauer Straße in Berlin beworben wurde, konnte sich Baby Bens erstmals auf Platz 39 in den deutschen und auf Platz 53 in den österreichischen Singlecharts platzieren. Wie ihre Debütsingle wurde auch Schmetterling von Diffus als Empfehlung des Tages vorgestellt.
Die Vogue beschreibt ihren Stil, den sie selber „Baby Core“ nennt, als Mischung aus Hyperpop, Deutschrap und Dance. Als Inspirationsquellen werden japanische Anime-Ästhetik und Grunge identifiziert. Baby Bens stand bisher unter anderem auf den Bühnen der Festivals Melt, Superbloom-Festival und Lollapalooza Berlin.

## Diskografie
Singles
- 2022: Baby Blizzard
- 2023: Herzcrash
- 2023: Sunglasses (mit Imanbek)
- 2023: Schmetterling
- 2024: Liebe in Stereo (mit Yung Hurn)
- 2024: T-Shirt
- 2024: Ecstasy
- 2024: Sternenstaub